# Redrama
Redrama, de son vrai nom Lasse Mellberg, est un artiste finlandais. Inspiré par la musique noire en général il flirte avec tous les styles, du rap classique au reggae nouvelle tendance. Son premier opus, Everyday Soundtrack, est un succès dans son pays natal mais n'en dépasse que peu les frontières. Il sera suivi de Street Music, second album tout aussi hétéroclite.

## Discographie
- Everyday Soundtrack (2003)
- Steet Music (2005)
- The Getaway (2009)
- Reflection (2014)